# 오스트레일리아 총리

오스트레일리아의 국장

오스트레일리아의 총리(Prime Minister of Australia)는 오스트레일리아의 정부 수장이다. 
다른 영연방 입헌군주제 국가하고 마찬가지로 선거로 선출하며, 영국의 군주를 형식적으로 지정되어, 실절적인 정치적 힘은 호주(오스트레일리아)의 정부수반인 총리가 실권을 가진다. 
호주(오스트레일리아)의 현재 총리는 앤서니 앨버니지가 재임하고 있다. 임기는 3년 중임제이며 3번 중임은 가능하며 최대 임기는 9년이다.

## 같이 보기
- 오스트레일리아의 총독